# Balugães
Balugães is een plaats (freguesia) in de Portugese gemeente Barcelos en telt 863 inwoners (2001).